# Inbrott

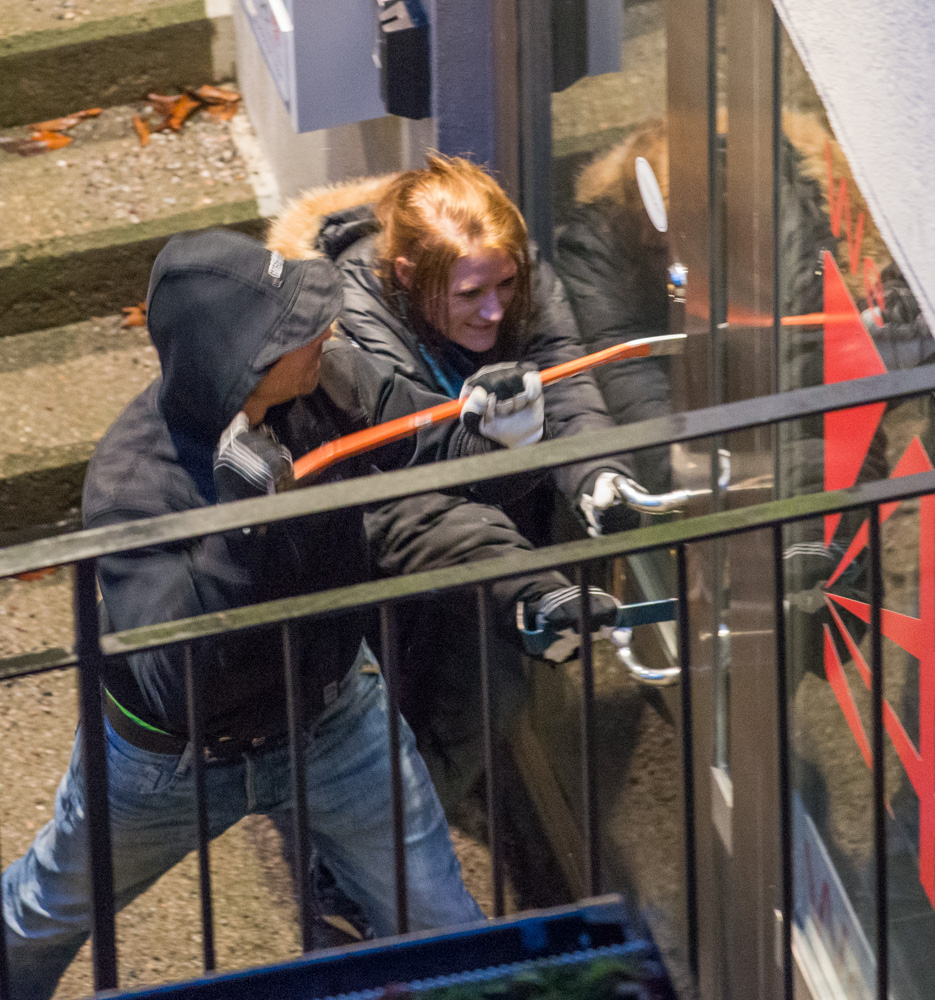
Pågående inbrottsförsök med utnyttjande av två kofötter i centrala Stockholm i mars 2016.

Inbrott kallas det när någon tar sig in i någon annans låsta utrymme, till exempel någon annans låsta hus eller affär och begår stöld. Om det är i någons bostad, betecknas det som grov stöld. Om inget stjäls, talar man om olaga intrång om det rör sig om en affärslokal och hemfridsbrott om det rör sig om en bostad.

## I världen

### Danmark
Uppklarningsandelen i Danmark rapporterades vara 7 % och trenden för antalet inbrott ökande år 2014. Inbrott är dubbelt så vanligt jämfört med Sverige men orsaken är okänd.

### Finland
I Finland minskade antalet inbrott med 40 % under perioden 2004-2006. Uppklarningsandelen i Finland rapporterades vara 22 % år 2014.

### Norge
I Norge har polisen lyckats halvera antalet inbrott perioden 2011-2014 och har en uppklarningsandel på 15 %.

### Storbritannien
Med cirka 600 000 anmälda inbrott om året 2012 var den nivån cirka en tredjedel av toppnivån på nästan 1 800 000 anmälda brott under perioden 1993-1995. Under 1990-talets senare del började antalet inbrott sjunka och den trenden pågick fram till 2005 då antalet planade ut. I brittisk press och politik händer det att EU beskylldes för öppnandet av landets gränser mot Östeuropa och att detta ledde till högre brottsnivåer, men år 2004 blev flera östeuropeiska länder medlemmar i EU utan att detta påverkade brottsstatistiken.

### Sverige
Från 2011 till 2021 har antalet inbrott i både lägenheter fallit med 24% och i villor med 40% enligt BRÅ.
År 2014 rapporterade BRÅ att antalet anmälda inbrott ligger på 22400, en ökning med 6 % jämfört med föregående år. Under 1980-talet låg antalet anmälda inbrott på ungefär samma nivå som idag, under 1990-talet sjönk antalet för att sedan börja stiga igen till dagens nivå runt år 2005. Andelen hushåll som utsatts för bostadsinbrott är cirka 1 %. Antalet lägenhetsinbrott har legat konstant åren 2005-2014 medan antalet villainbrott ökade från 10 000 till 15 000 per år under perioden.

#### Gärningsmän
BRÅ tog över brottsstatistiken 1994 och då fanns två gärningsmannakategorier, missbrukare och ungdomar, men numera är det vanligare inbrotten utförs av organiserade ligor, varav en del är hitresta från utlandet. På grund av att uppklarningsprocenten i Sverige är mycket låg så råder en motsvarande osäkerhet kring vilka inbrottstjuvarna är.

##### Utländska inbrottsligor
Till exempel uppskattade man år 2014 att cirka en tredjedel av inbrotten i Stockholmsområdet utförs av utländska medborgare.
Under 1990-talet infördes viseringsfrihet för Polen år 1991 och för de baltiska länderna år 1997 och vid båda dessa tillfällen märkte man av att antalet stölder och inbrott ökade. Man talade om "fattigdomsbrott" där den slumpmässigt utvalda bostaden eller bilen fullständigt länsades på värdesaker. Dock var 1990-talets inbrottsnivåer lägre än under 1980-talet då gränserna mot Östeuropa fortfarande var hårdare bevakade.
Den sortens gärningsmän slutade komma ifrån t.ex. Litauen och av de som fortfarande kom var ifrån mer långväga länder som Vitryssland och Azerbajdzjan. Stöldernas karaktär ändrades också, från att ha tagit allt av värde koncentrerades främst på mindre värdesaker som är enklare att bära såsom kontanter, smycken och mindre elektronik.
År 2015 rapporterade polisen att utländska ligor som omfattade cirka 1500 individer var välorganiserade med medlemmar som bor i Sverige som planerar stölderna i beställningsjobb och sedan kommer deras landsmän och utför brotten. En tredjedel av ligorna kommer ifrån Litauen, en femtedel ifrån Polen och resten ifrån Georgien, Vitryssland, Rumänien och Bulgarien.
Efter att Sverige år 2015 infört gränskontroller minskade de utländska ligornas aktivitet i södra Sverige. År 2017 uppskattade NOA att hälften av Sveriges 20 000 inbrott (försök inkluderade) utfördes av ligor från Balkan, Rumänien, Polen, Baltikum och Georgien.

#### Polisens bekämpning av inbrott
I Sverige har inbrott en låg uppklarningsgrad. Endast 1 av 40 inbrott klarades upp rapporterade Sveriges Radio år 2012 och 1 av 25 år 2015. Svenska polisen har svårt att bekämpa gärningsmän som reser mellan olika delar av landet på grund av bristande samverkan mellan myndighetsområden som är uppdelade på 21 olika polismyndigheter, men efter 1 januari 2015 har polismyndigheten varit ihopslagen. 
I mars 2013 startades "Operation Gunder" där gränspolisen, rikspolisen och lokala distrikt fokuserade på inbrott med inriktning mot Stockholms mest trafikerade storhamnar. Två månader senare hade ett femtiotal gripits och containervis med stöldgods beslagtagits. Liknande insatser gjordes senare i Skåne och Blekinge.

#### Allmänhetens förebyggande åtgärder
De som reser bort en längre tid kan vidta åtgärder för att minska risken för inbrott, t.ex. används timer för att slå av och på ljus och radio eller bes en granne tömma brevlådan, skotta eller trampa spår på tomten, hänga sin tvätt på tvättlinan eller lägga sopor i soptunnan så att den inte står tom. Det anses olämpligt att informera om sin frånvaro via sociala medier eller telefonsvarare. Stegar och trädgårdsredskap som kan användas vid inbrott låses in och fotografier på sina ägodelar kan underlätta för polisen efter ett eventuellt inbrott.
Skalskydd som säkerhetsdörr, säkerhetsfönster och inbrottslarm är vanligt förekommande detaljer för att försvåra ett inbrott.